# Ифтима
Ифтима је у грчкој митологији било име више личности.

## Митологија
1. Према Хомеровој „Одисеји“, али и другим ауторима, била је Икаријева и Перибејина или Поликастина кћерка и Пенелопина сестра. Атена је направила приказу од њеног лика и послала Пенелопи како би јој помогла да превазиђе свој страх због Одисејевог одсуства. Ифтима је била удата за Еумела, Алкестиног сина.[1]
2. Дорова кћерка, која је са Хермесом имала три сина; Фереспонда, Лика и Пронома[1] који су били сатири.[2] Неки извори је наводе као Нереиду.[3]